# Spellbound Entertainment
 Spellbound Entertainment  — немецкий издатель и разработчик игровой продукции. Основана в 1994 году.

## История
Компания Spellbound Entertainment была основана в 1994 году Армином Джессертом, ранее работавшем в Rainbow Arts. Студия размещалась в Келе на Рейне.
Летом 2012 года компания Spellbound обанкротилась и прекратила своё существование. 40 сотрудников из 65 общего штата, включая ключевые фигуры в менеджменте и команду разработчиков, перешли в Black Forest Games.

## Разработанные игры
- Arcania: Fall of Setarrif (2011; Nordic Games)
- Arcania: Gothic 4 (2010; JoWooD Entertainment, DreamCatcher Interactive)
- Giana Sisters DS[англ.] (2009)
- Helldorado[англ.] (2009)
- Desperados 2: Cooper's Revenge (2006; Atari)
- Chicago 1930[англ.] (2003; Wanadoo Edition)
- Smoking Colts (2003)
- Robin Hood: The Legend of Sherwood (2002; Wanadoo Edition)
- Desperados: Wanted Dead or Alive (2001; Infogrames)
- Airline Tycoon[англ.] (1998—2003; Infogrames, Monte Cristo/Ubisoft)
- Perry Rhodan – Operation Eastside (1995; Fantasy Productions)